# ペドロ山下
ペドロ山下（ペドロやました、1947年2月6日 - ）は、日本のグラフィックデザイナー、イラストレーター。本名、山下 秀男（やました ひでお）。

## 略歴
福岡県生まれ。1965年から1970年まで田中一光に師事し、1972年より山下デザイン事務所を主宰。イラストレーターとして、広告や出版などを数多く手がける。
ペンネーム「ペドロ 山下」を名乗り、代表作に福岡県八女市のCIや手漉和紙のポスターシリーズ（15点）があり、NYやフロリダのほか、国内外の個展も多く、環境をテーマとしたポスター10数点が海外の美術館にパーマネントコレクションされている。また、山下秀男名義で、角川文庫の森村誠一作品の挿画を担当した。
2006年から2012年まで、熊本市の崇城大学芸術学部グラフィックデザイン学科で教授を務めた。

## 著書
HIDEO YAMASHITA-illustration portforio (ART BOX GALLERY）。
ペドロ山下のイラストレーション　Pedro Yamashita illustraion。
エアーブラシ・イラストレーション‐テクニックの基本から、多彩な表現の魅力を探る（新技法シリーズ）。
むしさんのおさんぽ (年少向けおひさまこんにちは)  得田之久 (著), ペドロ山下 (イラスト)